# 伊勢市立図書館
伊勢市立図書館（いせしりつとしょかん、英語: Ise City Library）は、三重県伊勢市の公共図書館。旧伊勢市域にある伊勢市立伊勢図書館と旧小俣町域にある伊勢市立小俣図書館、および市内各地にあるコミュニティーセンター分室13室からなる。
伊勢図書館・小俣図書館ともに指定管理者制度を導入しており、どちらも株式会社図書館流通センターが指定管理者として運営している。

## 歴史
伊勢市は2005年（平成17年）11月1日に旧伊勢市、度会郡二見町・小俣町・御薗村の1市2町1村が合併して発足し、旧・伊勢市が開設していた旧・伊勢市立図書館と小俣町が開設していた小俣町図書館を引き継いで新・伊勢市立図書館が開館した。2006年（平成18年）4月に伊勢図書館に指定管理者制度が導入され、図書館流通センターの管理に移行した。
2008年（平成20年）10月、伊勢図書館と小俣図書館のコンピュータシステムを統合し、利用カードも共通化した。2009年（平成21年）4月に第二次指定管理者運営に伴い、小俣図書館でも指定管理者制度が始まり、伊勢・小俣両館ともに図書館流通センターの指定管理となった。この時、分かれていた両館の公式ウェブサイトを統合、図書館だよりも共通化した。2010年（平成22年）10月20日、三重県で初めて雑誌スポンサー制度を導入した。

## 利用案内
伊勢市立図書館の蔵書であれば、伊勢・小俣どちらの図書館でも返却可能。また支所に設置された図書室、夜間は小俣町内5か所のブックポストで返却することもできる。
- 開館時間：9時から19時まで[8]
- 休館日：毎月第2金曜日、特別整理期間、年末年始[8]
  - 伊勢図書館のみ：水曜日[8]
  - 小俣図書館のみ：火曜日[12]
- 貸出制限：伊勢市、度会郡玉城町・度会町、多気郡明和町に住民票を有する者および伊勢市に通勤・通学する者[13]。利用者カードは伊勢市立図書館で共通。
- 貸出可能点数：10点（うち雑誌は5点まで）
- 貸出可能期間：2週間（延長は1回のみ可能）
- 予約、リクエスト、団体貸出可能。
- 音声・拡大読書器あり（伊勢図書館のみ）[14]

## 伊勢図書館
伊勢市立伊勢図書館（いせしりついせとしょかん）は、三重県伊勢市八日市場町にある。

### 伊勢図書館の施設
- 構造：鉄骨鉄筋コンクリート造 3階建て[2]
- 1階：一般閲覧室、児童閲覧室、事務室など[2]
- 2階：ふるさと文庫、レファレンス室、視聴覚室60席、学習室56席、小会議室20席、録音室、対面朗読室、AVコーナー5ブース、展示ホール[2]
- 3階：書庫など[2]

### 伊勢図書館の歴史

#### 交修図書室・図書館（1876-1928）
1876年（明治9年）、明治維新による新政に適した知識を学び、演説・討論の練習の場とすべく、「交修社」が結成された。発足当初の交修社は、社員が集まって話し合いを行う程度の活動だったが、1882年（明治15年）になると村井恒蔵らが機関紙『志摩雑誌』を発行し、社員は豊川学校（伊勢市立厚生小学校の前身校の1校）に毎日集まって15時から22時まで読書を行い、知識を交換し討論を交わすようになった。交修社は社員が持ち寄った本と交修社で購入した本を合わせて約960冊を所蔵し、1882年（明治15年）4月3日に「交修図書室」の設立式を行い、大世古町の小川稠吉宅を仮閲覧所とした。交修図書室の利用は社員に限られていたものの、図書の閲覧と貸し出し業務を行っており、三重県における図書館設立の先駆的な取り組みとなった。
交修社の活動は1887年（明治20年）頃には低調となっていた。一方、度会郡教育会第一支会では1904年（明治37年）に日露戦争記念に図書館を開設しようという計画が浮上し、交修社に対して図書の寄贈を申し入れた。交修社はこれを容認し、483部962冊の図書を寄贈した。1905年（明治38年）4月3日に開館式を厚生尋常小学校（現・伊勢市立厚生小学校）で挙行し、度会郡教育会第一支会の運営による交修図書館として、一般市民の利用も可能とした。交修図書館の設立は、同年1月に開館した阿山郡教育会附属図書館（現・伊賀市上野図書館）に次ぐ三重県内で2番目であった。施設は小川稠吉宅をそのまま使用した。1906年（明治39年）に宇治山田が市制施行したのに合わせて運営者の度会郡教育会第一支会が宇治山田市教育会に改称し、1908年（明治41年）9月に豊川町の宇治山田市立男子高等小学校へ移転した。交修図書館は貸し出し担当者のみ俸給が支払われ、他の業務は教育会の会員が無償奉仕で従事した。貴重書は特別閲覧人のみ閲覧を許し、抜粋・謄写は許可しなかった。また大正時代には理容所に本をおいてもらう「床屋文庫」を展開し、市民の利便性を高める活動を行った。
高等小学校は1921年（大正10年）3月に廃校となったため、交修図書館は暫定的に宇治山田市第六尋常高等小学校（現・伊勢市立明倫小学校）へ移転した。この頃より独立した建物を持つ図書館を設置しようとする運動が宇治山田市教育会や黎明会（宇治山田市の将来を見据え、調査・研究・広報を行った団体）の松葉憲太郎らによって展開された。彼らは市議会議員を通して市長に働きかけ、宇治山田市は神都公会堂と図書館を建設する計画を進めることとなった。宇治山田市は常磐町にあった御師の橋村肥前太夫邸の一部、専売局宇治山田出張所を買収し、岩渕町へ移築することに決めたのであった。

#### 神都図書館・宇治山田市立図書館（1928-1955）
1928年（昭和3年）5月1日、岩渕町（現在の伊勢市観光文化会館の隣）に宇治山田市立神都図書館が開館した。『三重県教育史』や『伊勢市史』は交修図書館を宇治山田市立神都図書館の前身と位置付けているが、伊勢図書館発行の『図書館概要』は神都図書館以前の歴史を記載していない。神都図書館は交修図書館から蔵書を引き継いだが、開館初年の蔵書数は1,892冊とわずかで、新聞や雑誌の閲覧を主な業務としていた。当時の所蔵新聞は大阪毎日新聞・大阪朝日新聞・時事新報・報知新聞・國民新聞・名古屋新聞・新愛知・伊勢新聞など、所蔵雑誌は『中央公論』・『女性』・『キング』・『婦人倶楽部』と少年雑誌3誌であった。開館年の閲覧者数は10,405人で四日市市立図書館、松阪町立図書館（現・松阪市松阪図書館）に次ぐ県内第3位、図書館費は3,315円で四日市市立図書館に次ぐ県内2位であった。
神都図書館の蔵書数の少なさを補うべく、図書館設置に尽力した人々は、市民に対して寄付や図書の寄贈を呼びかけ、自身も基金の創設や図書の寄贈を積極的に行った。1937年（昭和12年）の『三重県学事要覧』によれば当時の蔵書数は8,318冊で、閲覧者数27,332人、図書館費3,237円と、四日市市立図書館とともに県内の他の図書館を圧倒する実績を挙げていた。この背景には神都図書館が参宮急行電鉄宇治山田駅前にあって利便性が高かったことに加え、宇治山田市当局が図書館の重要性を認識していたことがあった。第二次世界大戦中は県内の多くの図書館が戦災に遭い、直接の被害がなくとも休館に追い込まれた中で、神都図書館は蔵書の一部を疎開させるなどしながらも業務を継続した。終戦の翌年・1946年（昭和21年）の蔵書数は57,742冊、閲覧者数は27,515人であった。1947年（昭和22年）、終戦による緊急措置で多くの図書が除籍された。
1949年（昭和24年）5月、神都図書館は宇治山田市立図書館に改称した。同年度の蔵書数は11,188冊、1日の平均閲覧者数は76人といずれも県内第3位であった。1950年（昭和25年）4月30日に図書館法が制定されると、小学校併設の小規模図書館が淘汰されていったが、宇治山田市立図書館はそのままの施設で維持された。しかし、1953年（昭和28年）に伊勢会館（伊勢市観光文化会館の前身）を建設するため、神都公会堂とともに解体されることになった。宇治山田市立図書館は、1954年（昭和29年）3月3日に国鉄山田駅（現在の伊勢市駅）前の観光物産館の付属建物に移転した。

#### 伊勢市立図書館（1955-2005）
1955年（昭和30年）1月、市名改称に伴い伊勢市立図書館と改称した。1961年（昭和36年）時点の図書館の面積は140坪（≒462.81m2）、職員数は4人、年間増加冊数は956冊でいずれも図書館法が定める最低基準を下回っていたが、当時の三重県内の公立図書館でこの基準を満たしていたのは四日市市立図書館だけであり、伊勢市立図書館に限ったことではなかった。この頃、伊勢市立図書館は巡回文庫を開始して30か所に配本し、市民の間でも読書グループを立ち上げるなど活発な活動を行った。しかし統計上は1965年（昭和40年）の閲覧者数は15,909人で、1960年（昭和35年）の28,635人を大きく下回ってしまった。
1973年（昭和48年）11月、伊勢市は岡本三丁目の民間施設を購入し、そこへ図書館は移転した。さらに1992年（平成4年）10月1日、八日市場町に新築された図書館へ移転する。同館は1991年（平成3年）5月16日に堀崎組の施工により着工し、1992年（平成4年）3月25日に8億
9919万円をかけた工事が完了した。新館移転と同時にコンピュータ導入を行った。翌1993年（平成5年）7月、伊勢市図書館協議会が発足する。1998年（平成10年）4月、伊勢市生涯学習センター（いせトピア）など計3か所に図書館分室を開設、以降順次分室を増やしていった。

#### 伊勢市立伊勢図書館（2005-）
2005年（平成17年）11月1日、市町村合併による新・伊勢市の発足に伴い、伊勢市立伊勢図書館に改称する。翌2006年（平成18年）4月1日に指定管理者制度を導入、株式会社図書館流通センターを指定管理者とした。この時、伊勢図書館の公式サイトを開設、開館時間を19時までに延長した。2008年（平成20年）10月には小俣図書館とシステム統合が行われ、利用カードも統一された。
2009年（平成21年）4月1日には第二期指定管理者運営が開始され、再び株式会社図書館流通センターが指定管理者になるとともに、小俣図書館も同社の運営に変わった。2010年（平成22年）10月には雑誌スポンサー制度を導入、2011年（平成23年）9月には公衆無線LANによるインターネット接続サービスを開始した。2016年（平成28年）4月23日、同年度の「子どもの読書活動優秀実践図書館」として文部科学大臣表彰を受けた。

### 伊勢図書館の周辺
- 伊勢市福祉健康センター（休日・夜間応急診療所、伊勢市中央保健センターなどが入っている施設）
- サンライフ伊勢（中高年齢労働者福祉センター）
- 伊勢市立早修小学校
- 三重県立宇治山田高等学校
- 伊勢神宮豊受大神宮（外宮）
- 坂社神社
- 等観寺

### 伊勢図書館の交通アクセス
- 東海旅客鉄道（JR東海）参宮線山田上口駅から約900m、徒歩約11分
- 近鉄山田線宮町駅から約1km、徒歩約13分
- 三重交通バス 伊勢市駅または宇治山田駅から「宮川中学校前行き」「大倉うぐいす台行き」乗車、「南宮町」バス停から約450m、徒歩約6分
- 伊勢市コミュニティバス（おかげバス）御薗ルート、辻久留・藤里ルートの「伊勢市立図書館前」バス停下車
- 伊勢自動車道伊勢西インターチェンジから約2.7km
- 駐車場：あり

## 小俣図書館
伊勢市立小俣図書館（いせしりつおばたとしょかん）は、三重県伊勢市小俣町本町にある。

### 小俣図書館の施設
- 構造：鉄骨鉄筋コンクリート造 3階建て
- 1階：一般閲覧室、児童閲覧室、BM書庫および車庫、書庫[38]、録音室、対面朗読室[39]
- 2階：ホール、ギャラリー、視聴覚室、学習室、会議室、展示コーナー、パソコンコーナー[38]
- 3階：歴史民俗資料室、映写室[38]

- 伊勢市コミュニティバス（おかげバス）西部エリア（明野ルート、東大淀・日赤ルート）の拠点である。

### 小俣図書館の沿革
- 1996年（平成8年） 4月1日 - 小俣町図書館として開館する。同日、日本図書館協会に加入する[9]。
  - 11月29日 - 三重県さわやかまちづくり賞（人にやさしいまちづくり部門）を受賞する。
    - 三重県の図書館としては初めて「まちづくり施設整備基準（ハートビル法）」に適合する。
- 2005年（平成17年）
  - 4月23日 - 「子どもの読書活動優秀実践図書館」として文部科学省から表彰される。
  - 11月1日 - 小俣町が伊勢市等と合併することにより、伊勢市立小俣図書館に改称する。
- 2003年（平成15年）
  - 2月22日 - 伊勢市・二見町・小俣町・御薗村任意合併協議会が行政評価・住民アンケート結果報告会を開催[40]。
  - 5月7日 - 同協議会が住民説明会を開催[41]。
- 2008年（平成20年）10月22日 - 伊勢市内の図書関連施設の蔵書検索システムを統合する。統合作業のため、同年10月1日から10月21日まで休館した[42]。
- 2009年（平成21年）4月1日 - 指定管理者制度を導入し、2014年3月31日までの運営を株式会社図書館流通センターに委託する[43]。

### 小俣図書館の周辺
- 伊勢市立小俣幼稚園
- 伊勢市立小俣中学校
- 伊勢市立小俣小学校
- 伊勢市役所小俣総合支所
- 伊勢市小俣農村環境改善センター
- 小俣合同会館

### 小俣図書館の交通アクセス
- JR参宮線 宮川駅から約600m、徒歩約10分
- 近鉄山田線 小俣駅から約1.7km、徒歩約25分
- 三重交通バス 伊勢市駅から「有滝行き」乗車、「小俣」停留所から約500m、徒歩約8分
- 伊勢市コミュニティバス（おかげバス）明野ルート、東大淀・日赤ルートの「小俣図書館」停留所
- 国道23号 西豊浜町インターチェンジから約2.2km
- 駐車場：あり

### その他
- 2000年（平成12年）から2007年（平成19年）まで運行していた小俣町福祉バスを利用した際、本館の図書館利用カードを提示すると、通常100円のところを無料で乗車することができた。

## コミュニティセンター分室
各コミュニティセンターにある、図書館の分室。利用カードはすべて共通だが、病院で発行されたカードは病院のみで利用が可能。また、県立図書館や他市町村の資料を借りられる相互貸借サービスは利用できない。
| 名称                         | 開設年月               | 住所                  | 開館時間    | 休館日                  |
| ---------------------------- | ---------------------- | --------------------- | ----------- | ----------------------- |
| 四郷コミュニティセンター     | 2009年（平成21年）4月  | 伊勢市楠部町2484      | 9:00〜17:00 | 毎週土曜日・祝日        |
| 大湊コミュニティセンター     | 2007年（平成19年）7月  | 伊勢市大湊町98-5      | 9:00〜17:00 | 毎週土曜日・祝日        |
| 神社コミュニティセンター     | 1999年（平成11年）4月  | 伊勢市神社港262-1     | 9:00〜17:00 | 土・日・祝日            |
| 北浜コミュニティセンター     | 2001年（平成13年）4月  | 伊勢市村松町3-1       | 9:00〜17:00 | 毎週土曜日・祝日        |
| 城田コミュニティセンター     | 2000年（平成12年）4月  | 伊勢市上地町1809-1    | 9:00〜17:00 | 毎週土曜日・祝日        |
| 豊浜コミュニティセンター     | 1998年（平成10年）4月  | 伊勢市西豊浜町3044-10 | 9:00〜17:00 | 毎週土曜日・祝日        |
| 沼木コミュニティセンター     | 1998年（平成10年）4月  | 伊勢市上野町1215-1    | 9:00〜17:00 | 毎週土曜日・祝日        |
| 浜郷コミュニティセンター     | 2002年（平成14年）4月  | 伊勢市黒瀬町48        | 9:00〜17:00 | 毎週土曜日・祝日        |
| 宮本コミュニティセンター     | 2003年（平成15年）4月  | 伊勢市前山町355-4     | 9:00〜17:00 | 毎週土曜日・祝日        |
| 生涯学習センターいせトピア   | 1998年（平成10年）4月  | 伊勢市黒瀬町562-12    | 9:00〜21:00 | 毎月第1・第3・第5月曜日 |
| ハートプラザみその 2階図書室 | 2008年（平成20年）10月 | 伊勢市御薗町長屋2767  | 9:00〜17:00 | 祝日等                  |
| 二見公民館                   | 2008年（平成20年）10月 | 伊勢市二見町茶屋209   | 9:00〜17:00 | 毎週月曜日・祝日        |
| 市立伊勢総合病院             | 2001年（平成13年）10月 | 伊勢市楠部町3038      | 9:00〜17:00 | 土・日・祝日            |